# Massacre de Kerala
Le massacre de Kerala est l'exécution le 20 avril 1979 de 1 269 hommes, adultes et adolescents, au village de Kerala, dans la province du Kounar, dans l'est de l'Afghanistan par le commando 444, une troupe d'élite de l'armée afghane, le gouvernement communiste les accusant de conspirer contre le Parti démocratique populaire d'Afghanistan. 
Ce massacre s'est déroulé dans le contexte des combats entre le pouvoir communiste afghan et les Moudjahidine, quelques mois avant l'invasion soviétique. À ce jour, ce massacre n'a pas été jugé, malgré plusieurs enquêtes et rapports internationaux. Les procureurs néerlandais ont tenté d'inculper Sediq Alemyar, considéré par des témoins comme le donneur d'ordre de ce massacre et réfugié aux Pays-Bas, mais les poursuites ont été abandonnées faute de preuves.